# Helter Skelter
"Helter Skelter" là bài hát của The Beatles được viết bởi Paul McCartney, ghi cho Lennon-McCartney và nằm trong album-kép The Beatles của ban nhạc. Đây là sản phẩm khi McCartney cố gắng tạo nên những âm thanh gằn và ồn ào hết mức có thể, một ca khúc chói tai mà chính anh gọi đây "gần với tiếng gầm bằng kim loại" và bằng "một chất liệu duy nhất". Ca khúc này được nhiều nhà nghiên cứu âm nhạc coi như là tiền thân của thể loại heavy metal. Tạp chí Rolling Stone từng xếp "Helter Skelter" ở vị trí số 15 trong danh sách "100 ca khúc hay nhất của The Beatles".

## Thành phần tham gia sản xuất
- Paul McCartney – hát chính, lead guitar.
- John Lennon – hát nền, bass, hiệu ứng âm thanh (qua dàn hơi).
- George Harrison – hát nền, guitar nền, hiệu ứng âm thanh.
- Ringo Starr – trống.
- Mal Evans – trumpet.

Theo Mark Lewisohn và Alan W. Pollack.